# Addisons sjukdom
Addisons sjukdom, primär binjurebarksinsufficiens, är en sällsynt endokrin sjukdom som innebär att produktionen av kortisol, aldosteron och androgener i binjurebarken är nedsatt. Obehandlad leder sjukdomen till döden, men prognosen vid behandling är mycket god. Sjukdomen är uppkallad efter Thomas Addison, som beskrev den 1855.

## Orsak
Orsaken till Addisons sjukdom är i västerlandet nästan alltid autoimmun, vilket innebär att immunsystemet istället för att reagera mot kroppsfrämmande virus eller bakterier av misstag reagerar med kroppsegna vävnader, i det här fallet mot binjurebarken.
I utvecklingsländer är tuberkulos inte sällan orsaken. Bland ovanligare orsaker finns blödningar i binjuren vid exempelvis heparinbehandling eller septisk nekros vid exempelvis meningokocksepsis (Waterhouse–Friderichsens syndrom).
Oavsett vad orsaken till binjurebarksskadan är, leder den till minskad eller upphörd produktion av steroidhormoner (glukokortikoiden kortisol och vanligtvis även aldosteron, en mineralkortikoid). Aldosteron stimulerar till upptag av natriumjoner från primärurinen i njurarna. Addisons sjukdom resulterar därmed i en onormal förlust av natriumjoner (hyponatremi), som i sin tur minskar volymen blod i kroppen genom osmos. Minskad kortisolproduktion leder, genom negativ återkoppling, till att hypofysen producerar stora mängder ACTH (adrenokortikotropt hormon). Höga halter ACTH stimulerar genom sin likhet med melanocyt-stimulerande hormon (MSH) produktion av melanin som färgar huden gråbrun.

## Symptom
Patienter med Addisons sjukdom söker ofta läkare upprepade gånger för trötthet, illamående och viktnedgång utan att få rätt diagnos. Typiska tecken vid Addisons sjukdom är ett uttalat saltbegär, som dock patienterna sällan avslöjar för den behandlande läkaren, och en ofta mild till kraftig gråbrun hudpigmentering. Om sjukdomen står länge tillkommer besvär med lågt blodtryck, att det svartnar när man reser sig upp (blodtrycksfall), kräkningar och leder till slut till ett fullt utvecklat chocktillstånd.

## Diagnos
Laboratorieundersökning kan visa på: 
- Hyponatremi
- Hyperkalemi
- Eosinofili

- Kortisol i blodet - lågt värde vid svår sjukdom, kan ligga inom nedre normalintervallet vid mindre uttalad sjukdom. Provet bör tas på morgonen om möjligt.
- ACTH i blodet - högt

## Behandling
Vid behandling av Addisons sjukdom ersätter man förlusten av kortisol med hydrokortison och aldosteron med fludrokortison (Florinef). Vid kräkningar och magsjuka ska patienter med Addisons sjukdom uppsöka läkare akut, eftersom man förlorar vätska och salt och samtidigt inte kan ta upp medicinen. Behandlingen är då intravenös saltlösning och intravenös hydrokortison (Solu-Cortef) i höga doser (100-200 mg i.v.).
Addisonpatienter bör ha med sig Solu-Cortef samt sprutor för att själva kunna ge en intramuskulär kortisoninjektion vid akut kortisolbrist.

## Kända personer med sjukdomen
- En av de patienter som först fick behandling för sjukdomen var John F. Kennedy, som diagnostiserades med Addisons sjukdom 1947 i London.
- Karmelitnunnan/moderna mystikern Élisabeth av Treenigheten (Catez) OCD
- Den engelska författaren Jane Austen dog förmodligen av sjukdomen 1817.
- Författaren Linda Skugge berättade 2015 i Expressen om sin sjukdom.[4]